# Caspar Friedrich von Gähler
Caspar Friedrich von Gähler (1. februar 1737 i København – 21. oktober 1797 i Randers) var en dansk officer.
Han var søn af gehejmeråd Sigismund Vilhelm von Gähler, blev 1762 ritmester i det samme år oprettede Husarregiment og, da dette 1767 ophævedes, forsat til Livregiment Dragoner. Han var en særdeles flink rytterofficer, blev generaladjudant 1769 og hørte til de udvalgte, der ifølge Catharina II's ønske tog tjeneste i den russiske hær for at medvirke til dennes reform. Han kæmpede i Tyrkekrigen under fyrst Galizin og Romanzow og belønnedes for sin tapperhed med Skt. Georgs Ordenen. 1773 vendte han tilbage til Danmark og blev oberstløjtnant ved husarerne, da disse kort efter genoprettedes, 1780 oberst af kavaleriet, 1788 chef for Slesvigske Regiment Ryttere og samme år forsat i lige egenskab til Jyske Dragoner, 1789 generalmajor og senere hvid ridder.
Gähler var gift med Elise Lucie Christiane von Oertz (f. på Kaltenhof 15. juni 1758, død i København 13. juni 1843), datter af landråd von Oertz til Kaltenhof, og døde 21. oktober 1797 i Randers.